# Sianów
Sianów (niem. Zanow) – miasto w północno-zachodniej Polsce, w woj. zachodniopomorskim, w powiecie koszalińskim, siedziba gminy miejsko-wiejskiej Sianów. Położone na Równinie Słupskiej nad strugą Polnicą, ok. 10 km od Koszalina, z którym graniczy administracyjnie.
Według danych z 30 czerwca 2009 r. miasto miało 6606 mieszkańców.
Jest ośrodkiem usługowym z drobnym przemysłem spożywczym. 
Główny towar eksportowy dawniej stanowiły śledzie oraz piwo z lokalnego browaru (założonego w 1787).

## Położenie

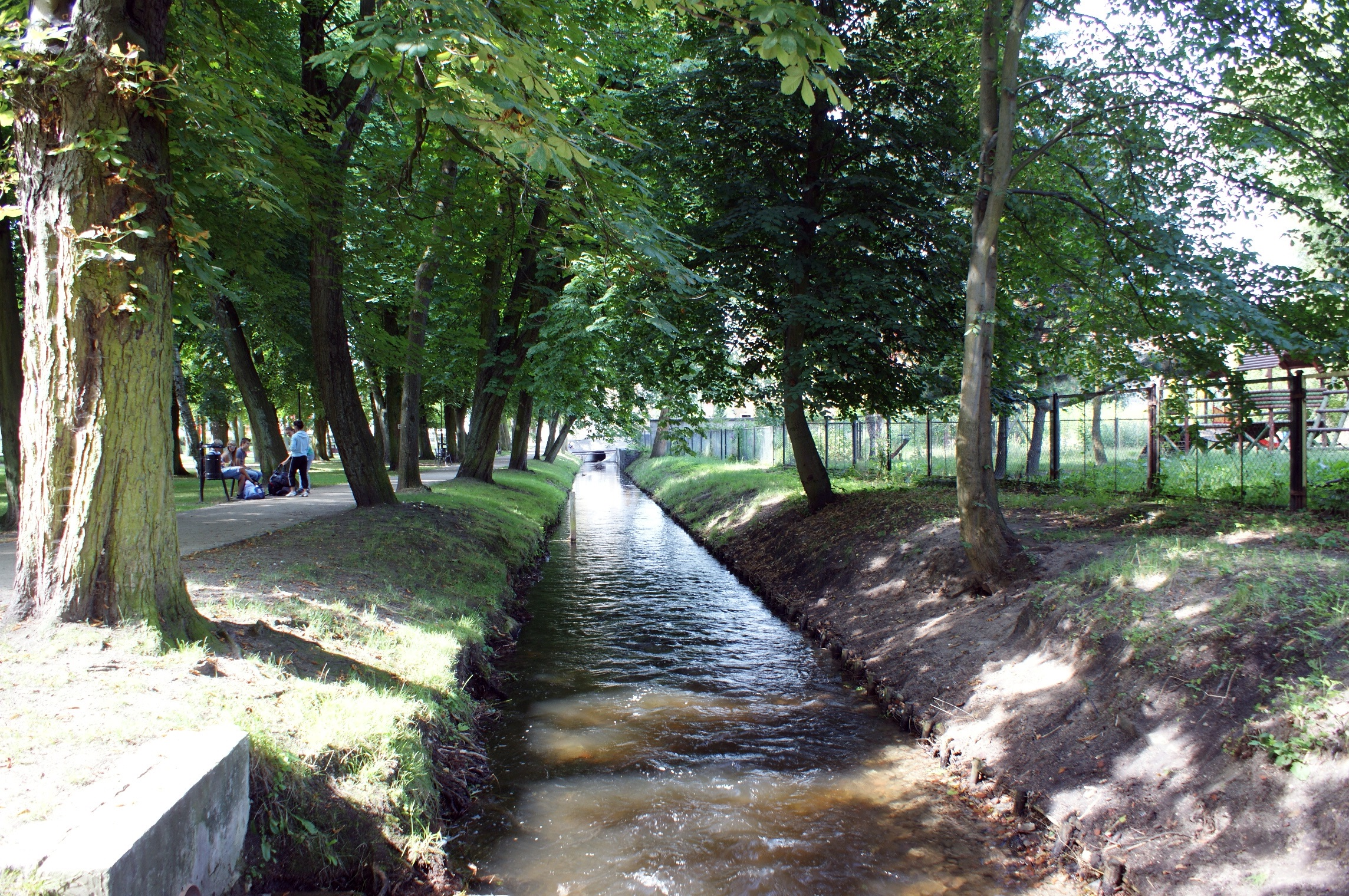
Struga Polnica przepływająca przez Park Miejski

Sianów leży w północno-wschodniej części województwa zachodniopomorskiego, w północnej części powiatu koszalińskiego. Położony jest na Równinie Słupskiej, nad strugą Polnicą. Na południe od miasta płynie rzeka Unieść oraz Struga Sianowska. Sianów leży na północny wschód od Koszalina, z którym graniczy administracyjnie poprzez lasy Góry Chełmskiej.
Według danych z 1 stycznia 2009 powierzchnia miasta wynosi 15,88 km².
Miasto leży na historycznym Pomorzu Zachodnim. Od 1815 w rejencji koszalińskiej, w prowincji Pomorze. Po II wojnie światowej Sianów przyłączono do województwa szczecińskiego, a w 1950 roku został włączony do nowo powstałego województwa koszalińskiego.
W pobliżu Sianowa znajduje się rezerwat przyrody „Jodły Karnieszewickie”.

## Historia
Obszar został włączony do wczesnego państwa polskiego przez Mieszka I najpóźniej do ok. 967 roku. Wskutek rozbicia dzielnicowego Polski w różnych okresach stanowił część księstw wschodniopomorskiego i zachodniopomorskiego. W 1311 r. przy okazji opisu granic Gorzebądza wspomniano o „villa Sanow”, w 1330 r. wzmiankowany był Zamek, który prawdopodobnie znajdował się w widłach Unieści i Polnicy. Sianów prawa miejskie uzyskał z rąk Piotra Święcy z Polanowa w 1343 r. jako własność Święców, a następnie książąt zachodniopomorskich. W XV w. książę Bogusław X miał tu zamek myśliwski. W 1480 r., podczas pobytu na tutejszym zamku, książę Bogusław X został zaatakowany i pojmany przez zbuntowanych mieszczan z Koszalina. Decyzją księcia Bogusława XIV Sianów w 1623 został odłączony od powiatu darłowskiego.
Od 1653 miasto stanowiło własność Hohenzollernów brandenburskich (zgermanizowana nazwa Zanow). Miasto było w sporze z administracją regionalną o swój status administracyjny; zostało ponownie włączone do powiatu darłowskiego i pozbawione prawa głosu w sejmikach regionalnych oraz lokalnego sądownictwa. W 1743 r. Sianów zakupił jezioro między Sianowem a Skibnem. W 1807 przez Sianów przeszedł pułk polski z Gdańska w drodze do Kołobrzegu, który oblegały wojska napoleońskie. W 1833 roku około 100 polskich powstańców listopadowych zbudowało drogę łączącą Sianów z Koszalinem, część dłuższej drogi łączącej Gdańsk ze Szczecinem. Od XIX w. ośrodek przemysłu zapałczanego. W 1869 r. uzyskał połączenie kolejowe.
W czasie II wojny światowej Niemcy utworzyli w mieście podobóz pracy przymusowej obozu jenieckiego Stalag II B. Podczas ofensywy Armii Czerwonej zniszczenia substancji miejskiej wynosiły ok. 30%. 
Po przejęciu miasta przez administrację polską w 1945 r. przejściowo używano nazwy Canów (ew. Cianowo), zmienionej po konsultacji z naukowcami Instytutu Bałtyckiego rozporządzeniem rządowym z listopada 1946 r. na Sianowo. Komisja Ustalania Nazw Miejscowości przyjmując nazwę nawiązała do rzeczownika pospolitego „siano”.
O gospodarce miasta decydował głównie rozwinięty przemysł zapałczany – Zakłady Przemysłu Zapałczanego „Polmatch” w Sianowie zostały zlikwidowane w 2007 r.

## Demografia

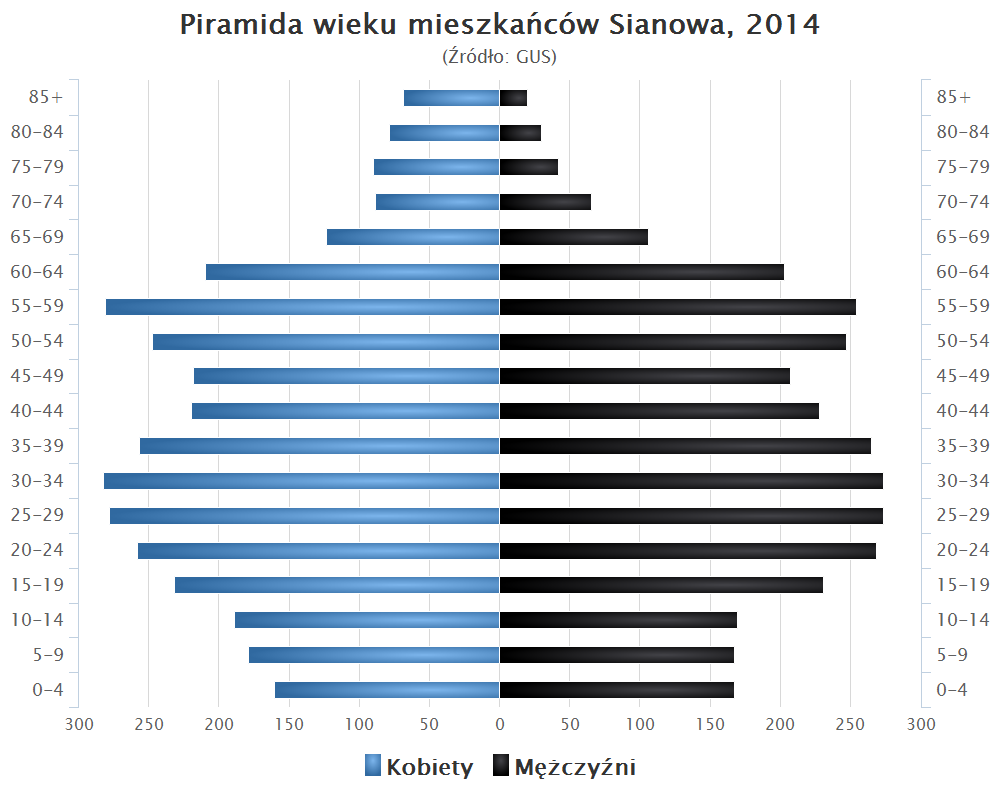
Piramida wieku mieszkańców Sianowa w 2014 roku

## Architektura

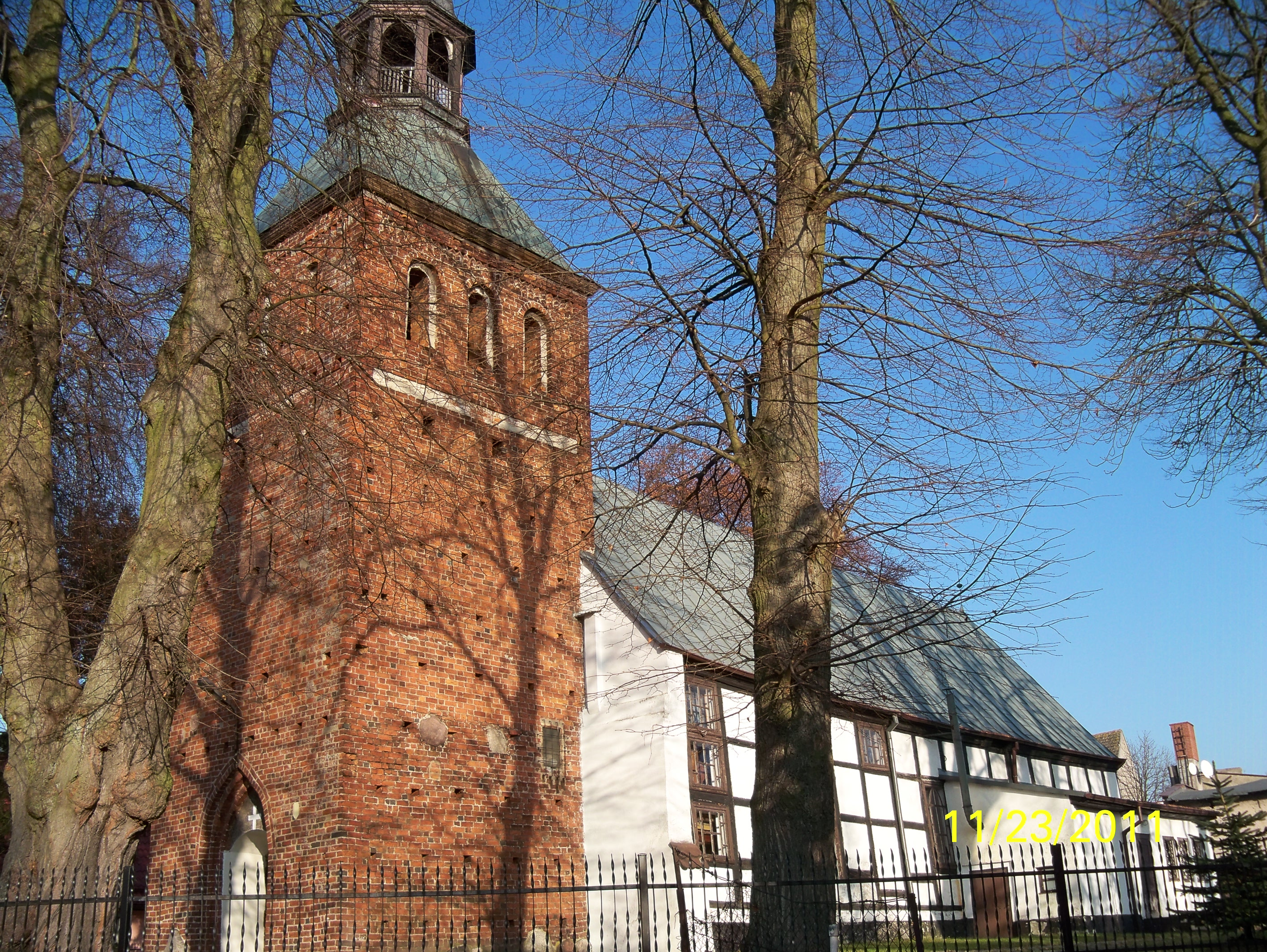
Kościół pw. św. Stanisława Kostki

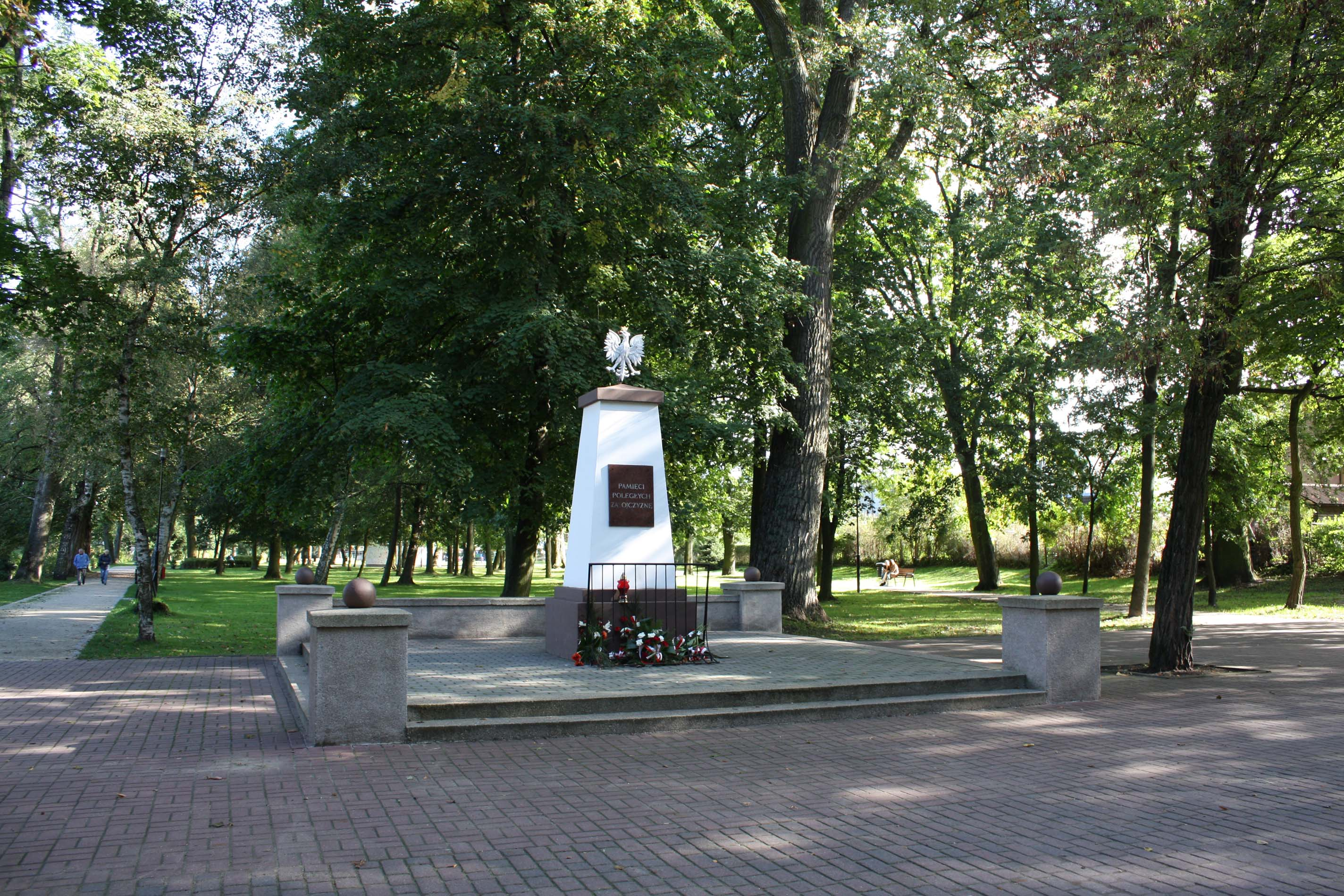
Pomnik Pamięci Poległych za Ojczyznę w Parku Miejskim

Zabytki chronione prawnie w Sianowie:
- układ urbanistyczny miasta[13],
- kościół pw. św. Stanisława Kostki – szachulcowy kościół parafialny z XVIII w. z wieżą murowaną z 2. poł. XVI w.,
- kaplica cmentarna z 1844 r. (ul. Węgorzewska),
- Park Miejski im. Powstańców Warszawskich w Sianowie[14] z alejami dojazdowymi z pocz. XIX w. (ul. Chrobrego).

Obiekty o walorach historycznych:
- ratusz z 1879 r.
- eklektyczna brama miejska
- budynek administracji fabryki zapałek z 1845 r.

## Transport
Przez miasto przebiega droga krajowa nr 6 (Berlin – Szczecin – Gdańsk – Królewiec) i linia kolejowa nr 202 Stargard – Gdańsk. 8 lipca 2023 roku otwarta została obwodnica Sianowa na odcinku drogi ekspresowej S6. Połączenie z centrum Koszalina umożliwiają prywatni przedsiębiorcy oraz autobusy PKS. Najbliższa stacja kolejowa położona jest w miejscowości Skibno (około 3 km od centrum) – zatrzymują się tam pociągi osobowe. W Skibnie znajduje się duża składnica drewna. Pociągi pospieszne i ekspresowe zatrzymują się w położonym 10 km od Sianowa Koszalinie.

## Gospodarka
Obecnie w gminie Sianów znajdują się następujące zakłady przemysłowe:
- firma i fabryka „Dega” – wyroby garmażeryjne w Karnieszewicach,
- palarnia kawy „MK Cafe” w Skibnie,
- gospodarstwo rybackie „Dadoń”,
- Chłodnie i Budownictwo Przemysłowe „Ganz Polska”.

## Edukacja
- Szkoła Podstawowa nr 1 im. Janka Bytnara
- Szkoła Podstawowa nr 2 im. Bohaterów 8. Drezdeńskiej Dywizji Piechoty
- Przedszkole Gminne

## Sport
Kluby sportowe w mieście:
- UKS Kometa Sianów – Badminton.
- UKS Victoria Dega Sianów
- klub sportowy „Victoria Sianów” (IV liga, grupa zachodniopomorska).
- UKS Victoria SP 2 Sianów (II liga kobiet, grupa kujawsko-pomorska)

## Administracja
Miasto jest siedzibą gminy miejsko-wiejskiej. Mieszkańcy Sianowa wybierają do swojej rady miejskiej 8 radnych (8 z 15). Pozostałych 7 radnych wybierają mieszkańcy terenów wiejskich gminy Sianów. Organem wykonawczym jest burmistrz. Siedzibą władz jest ratusz przy ul. Armii Polskiej.
Burmistrzowie Sianowa:
- 1990–1991 – Mirosław Kamiński
- 1991–1996 – Jerzy Gałązka
- 1998–2000 – Andrzej Henryk Matyjaszek
- 2000–2002 – Andrzej Jankowiak
- 2002–2006 – Andrzej Henryk Matyjaszek
- 2006–2010 – Ryszard Stanisław Wątroba
- od 2010 – Maciej Berlicki

Gmina Sianów utworzyła w obrębie miasta 3 jednostki pomocnicze, zwane osiedlami (tj. Osiedle Nr 1, 2, 3). Organem uchwałodawczym każdego jest ogólne zebranie mieszkańców, które wybiera zarząd osiedla, składający się z przewodniczącego zarządu, sekretarza oraz od 1 do 3 członków
Mieszkańcy Sianowa wybierają parlamentarzystów z okręgu wyborczego Koszalin, a posłów do Parlamentu Europejskiego z okręgu wyborczego nr 13.

## Wspólnoty wyznaniowe
- Kościół rzymskokatolicki:
  - parafia Świętego Stanisława Kostki
- Świadkowie Jehowy:
  - zbór Sianów (Sala Królestwa ul. Łużycka 74)[16].